# Danuta Naruszewicz-Lesiuk
Danuta Naruszewicz-Lesiuk (ur. 22 czerwca 1931 w Dokszycach, zm. 3 maja 2023 w Warszawie) – prof. dr hab. n. med., polska lekarka, epidemiolożka i wakcynolożka. Wieloletnia pracownica Państwowego Zakładu Higieny i członkini redakcji Przeglądu Epidemiologicznego. Brała udział w organizowaniu szczepień przeciwko durowi brzusznemu, błonicy i poliomyelitis, przyczyniając się w ten sposób do zwalczenia epidemii tych chorób zakaźnych.  

## Życiorys
Urodziła się w Dokszycach jako czwarte dziecko lekarza Aleksego Naruszewicza i nauczycielki Marii Euzebii z Waręskich. W 1934 rodzina przeniosła się do Łunińca, a następnie do Łachwy. 
Pod okupacją sowiecką rodzina utraciła dom. Naruszewiczom groziła również wywózka, do której jednak nie doszło. We wrześniu 1943, pod okupacją niemiecką, Danuta Naruszewicz, jej rodzice i siostra, która pracowała w aptece, zostali aresztowani za dostarczanie leków partyzantom. Ojciec został rozstrzelany, a siostra zmarła w więzieniu w Grajewie. Danuta Naruszewicz i jej matka zostały wywiezione do Niemiec na roboty przymusowe. Po pobycie w obozie przejściowym w Dachau Danuta Naruszewicz pracowała przez kilka miesięcy w Monachium, najpierw w fabryce margaryny, potem w fabryce sucharów. Wykupiona przez rodzinę, w marcu 1944 zamieszkała u ciotki Jadwigi z Waręskich Rykowskiej w Warszawie, gdzie w ramach tajnych kompletów zaczęła się przygotowywać do egzaminu do gimnazjum. Po powstaniu warszawskim wraz z rodziną trafiła do obozu przejściowego w Pruszkowie, a później do Piotrkowa. Do Warszawy wróciła na przełomie lutego i marca 1945.
Zdała maturę w Liceum im. Klementyny Hoffmanowej, jednak z powodu niewłaściwego pochodzenia i braku członkostwa w ZMP nie dostała się na studia. Przez rok pracowała w Centrali Sprzętu Budownictwa. W 1951 rozpoczęła studia na Oddziale Sanitarno-Higienicznym Akademii Medycznej.
W 1955 zaczęła pracować pod kierunkiem Jana Karola Kostrzewskiego w Zakładzie Epidemiologii Państwowego Zakładu Higieny. Zdobyła tam specjalizację z chorób zakaźnych i epidemiologii drugiego stopnia, po czym na Akademii Medycznej obroniła doktorat na temat szczepień przeciwko durowi brzusznemu. Jej habilitacja dotyczyła szczepień przeciwko odrze. 
W latach pięćdziesiątych brała udział w organizacji szczepień przeciwko błonicy, durowi brzusznemu i polio. Koordynowała przede wszystkim działania na miejscu, pracując w Zakładzie Epidemiologii, choć była też wysyłana w teren, by kontrolować przebieg szczepień przeciwko polio. Wielokrotnie wyjeżdżała służbowo do Związku Radzieckiego, ale mimo starań nie otrzymała nigdy paszportu na wyjazd naukowy na Zachód.
Od 1967 (aż do 2000) kierowała Studium Sanitarno-Higienicznym, dydaktycznym oddziałem Państwowego Zakładu Higieny. Od 1976 była sekretarzem ds. nauki w PZH.  Koordynowała prace nad wprowadzeniem w zmian w organizacji i finansowaniu badań naukowych.
W 1971, po wybuchu epidemii cholery w Astrachaniu, należała do grupy, której zadaniem było przeprowadzenie badań nad tą chorobą na wypadek pojawienia się jej w Polsce. Kiedy ogłoszono alarm choleryczny, Danuta Naruszewicz-Lesiuk zajmowała się sprawdzaniem przygotowania szpitali na wypadek epidemii oraz szkoleniem służb, za co otrzymała brązowy medal "Za Zasługi dla Obronności Kraju".
Była sekretarzem zespołu koordynującego Międzyresortowy problem MR-12 pod nazwą ”Wpływ skażeń środowiska na zdrowie i życie człowieka”, przewodniczącą terenowej komisji do badań nadzoru nad badaniami na ludziach (później przekształconej w Komisję Etyki Badań Naukowych), a także członkinią Rady Sanitarno-Epidemiologicznej przy Głównym Inspektorze Sanitarnym, Polskiego Towarzystwa Epidemiologów i Lekarzy Chorób Zakaźnych, Rady Naukowej Instytutu Gruźlicy i Chorób Płuc oraz Komitetu Ekologii Człowieka PAN. Przez 25 lat pracowała w redakcji Przeglądu Epidemiologicznego. Również później, w ramach działalności społecznej, do 2018 pełniła funkcję zastępcy redaktora czasopisma.
W 1990 otrzymała tytuł profesora.